# Minimum Spörera

Okresy aktywności Słońca według zapisu radiowęglowego. Dane od 1950 roku nie są pokazane.

Minimum Sporera – okres małej aktywności słonecznej, trwający od około 1420 do 1570 roku (lub 1460–1550). Istnienie tego minimum zostało wywnioskowane na podstawie badań obfitości izotopu węgla 14C w słojach drzew, którego w okresie mniejszej aktywności Słońca wytworzyło się więcej niż w innych okresach. Minimum nazwano nazwiskiem niemieckiego astronoma Gustawa Spörera, badacza plam słonecznych.
Minimum Spörera i późniejsze minimum Maundera skorelowano z historycznymi opisami mroźnych zim, a zatem i niższych średnich temperatur na Ziemi. Sformułowano hipotezę o wpływie niskiej aktywności słonecznej na ziemski klimat i globalną średnią temperaturę, nie konstruując jednak fizycznego modelu wpływu aktywności słonecznej na zmiany klimatu.